# John G. Avildsen
John Guilbert Avildsen (født 21. december 1935 i Oak Park, Illinois, død 16. juni 2017 i Los Angeles, Californien) var en amerikansk filminstruktør. 
Han spillefilmdebuterede i 1969, og fik biografsucces med den voldelige Joe (1970). Blandt Avildsens største biografsucceser er Rocky (1976) som gjorde Sylvester Stallone til stjerne, og ungdomsfilmen The Karate Kid (1984) med Ralph Macchio; begge fik flere opfølgere. Han har også instrueret Lean on Me (1989) med Morgan Freeman som hård rektor, anti-apartheidfilmen The Power of One (Én mands styrke, 1992) og rodeo-skildringen 8 Seconds (1994).